# 10374 Etampes
10374 Etampes è un asteroide della fascia principale. Scoperto nel 1996, presenta un'orbita caratterizzata da un semiasse maggiore pari a 2,2078207 UA e da un'eccentricità di 0,2217706, inclinata di 4,61356° rispetto all'eclittica.